# رود دامانسارا

رود دامانسارا

رود دامانسارا (به مالایی: Sungai Damansara) یک رود در ایالت سلانگور، مالزی است. این رود از شهرک سونگای بولوه تا شهر شاه عالم جریان دارد.